# Lockheed A-12
O Lockheed A-12 foi uma aeronave de reconhecimento de alta velocidade e alta altitude construída pela Lockheed para a Agência Central de Inteligência - CIA, baseado nos projetos de Clarence “Kelly” Johnson. O A-12 foi produzido de 1962 a 1964 e esteve em operação de 1963 até 1968. O modelo de assento único, que primeiro voou em 1962, foi o precursor do interceptador da Força Aérea Americana YF-12 e da famosa aeronave de reconhecimento SR-71 Blackbird. A última missão com o A-12 foi realizada em maio de 1968, com o programa sendo cancelado e as aeronaves deixarem de serem operadas em junho de 2009.
O trabalho preliminar iniciou-se no interior da Lockheed no final da década de 1950, com a finalidade de desenvolver o sucessor do U-2, os projetos receberam o codinome de "Archangel" (Arcanjo), uma vez que o programa do U-2, havia sido conhecido por "Angel" (Anjo). Com as mudanças constantes acontecidas no modelo e configurações da aeronave, as designações internas da Lockheed para o projeto mudaram de Archangel-1 para Archangel-2, e assim sucessivamente. Esses codinomes, ao longo do tempo, logo tornaram-se mais simplificados e passaram a serem conhecidos apenas por "A-1", "A-2", etc.

O A-12 foi o décimo-segundo projeto da Lockheed neste desenvolvimento de uma aeronave que substituiria o U-2. Porém, muitos documentos e referências ao projeto, utilizam o nome preferido por Johnson para a aeronave, "the Article" (o Artigo).
Após o projeto ser selecionado pela CIA em 1959, o projeto e a produção do A-12 aconteceram sob o codinome OXCART.
O primeiro voo do A-12, uma aeronave identificada como 'Article 121', ocorreu em Groom Lake, Nevada, em 25 de abril de 1962.

## História

### Projeto e desenvolvimento
Em 1959 a CIA selecionou o A-12 da Lockheed ao invés da proposta da Convair chamada de Kingfish. Em 26 de janeiro de 1960, a CIA encomendou doze aeronaves A-12.
Depois de ter sido desenvolvido e produzido em Burbank, Califórnia, o primeiro A-12 foi transferido para testes nas instalações da área militar restrita de Groom Lake, onde em 26 de abril de 1962, o piloto de teste da Lockheed, Lou Schalk, conduziu o A-12 no seu voo experimental.  O primeiro voo oficial aconteceu em 30 de abril.  Em seu primeiro voo supersônico, no início de maio de 1962, o A-12 atingiu a velocidade de Mach 1.1.  Em 5 de outubro de 1962, com os motores J58 recentemente desenvolvidos, o A-12 voou com um motor J75 e um motor J58.  No início de 1963, o A-12 estava voando com os motores J58 e durante 1963 os A-12 equipados com motores J58 atingiram velocidade de Mach 3.2. Também, em 1963, o programa experimentou sua primeira perda quando, em 24 de maio, um A-12 caiu perto de Wendover, Utah. Em junho de 1964, o último A-12 foi entregue no Groom Lake.
Em 28 de dezembro de 1966, ficou decidido que as operações com o A-12 seriam encerradas em 1 de junho de 1968.
Em maio de 1967, os A-12 foram transferidos para a Base Aérea de Kadena, em Okinawa, Japão e a unidade Black Shield foi declarada operacional. Em maio de 1967 foi realizado o primeiro voo de um A-12 em uma missão de patrulhamento sobre o Vietnã do Norte. Em fevereiro de 1968, na preparação para a substituição dos A-12 pelos SR-71 Blackbird|SR-71, foi ordenado que a Lockheed destruísse todas as ferramentas utilizadas na criação dos A-12 Blackbirds. Também, durante esse mesmo ano, o primeiro SR-71 pousou em Kadena para substituir os A-12. Em 8 de maio, sobre a Coreia do Norte, foi realizada a última missão operacional de um A-12. Após isto, todos os A-12 foram enviados para Palmdale, Califórnia, onde juntaram-se ao restante da frota e todos foram armazenados em hangares.

### Produção

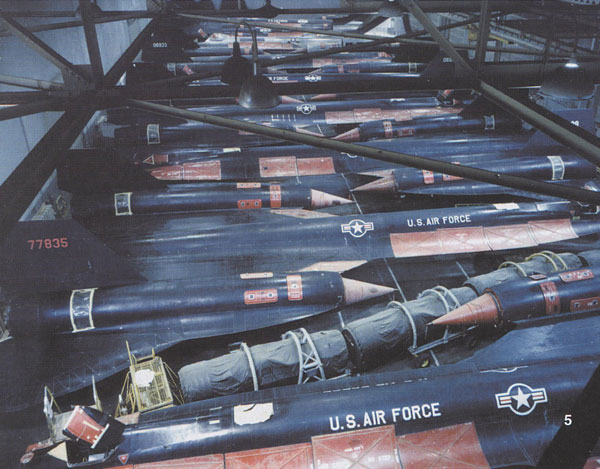
A-12 em armazenagem

Um total de dezoito aeronaves foi construído na etapa de produção do programa A-12. Dessas, treze eram A-12, três eram interceptadores YF-12A da Força Aérea (sem vínculo financeiro com o programa OXCART) e duas eram M-21. Um dos treze A-12 foi adaptado para ser utilizado como aeronave de instrução e tinha um segundo assento mais alto.
Os A-12 foram projetados para operações de sobrevoo e otimizadas conseqüentemente para altitude e velocidade. Os primeiros cinco A-12, em 1962, voaram inicialmente com motores Pratt & Whitney J75 (17.000 lbf de empuxo cada), uma vez que os mais poderosos (31.500 e mais tarde 34.500 lbf de empuxo)  J58 ainda não estavam disponíveis, pois haviam apresentado problemas. Essas aeronaves equipadas com motores J75 só eram capazes de atingir a velocidade de Mach 2. No início de 1963 os motores J75 foram substituídos pelos J58, com exceção do A-12 de treinamento "Titanium Goose”, que permaneceu com os motor J75 durante todo o seu tempo de vida útil. Todas aquelas aeronaves equipadas com motores Pratt & Whitney J58 eram capazes de atingir a velocidade de Mach 3,2.
Em 1960 a Força Aérea Americana concordou em financiar a conversão de três A-12 em produção para o modelo de interceptadores YF-12 de dois assentos com capacidade para Mach 3. O programa, embora obtendo sucesso, nunca entrou em produção e o YF-12 foi novamente redesenhado e transformado no famoso SR-71 Blackbird. Externamente muito similar aos originais A-12, o SR-71 era quase dois metros mais comprido, tinha um sensor de míssil que era 1.500 libras mais pesado e um segundo membro da tripulação que operava os equipamentos de reconhecimento e as câmeras.
Uma outra variante foi o M-21, configurado para ser lançado de uma plataforma de lançamento do Lockheed D-21, uma aeronave Mach 3+ de reconhecimento via controle remoto que começou a desenvolver-se em outubro de 1962. Originalmente conhecida por sua designação Lockheed Q-12, era prevista ser lançada da parte posterior de um M-21 para voos de alcance extralongos e/ou missões que fossem extremamente perigosas para um veículo tripulado, mas o programa foi cancelado quando o modelo da segunda conversão caiu, matando uma tripulação de testes da Lockheed.
Cinco A-12, dois dos YF-12 e um dos M-21 foram destruídos em voos de teste e em outros acidentes.

### Operação

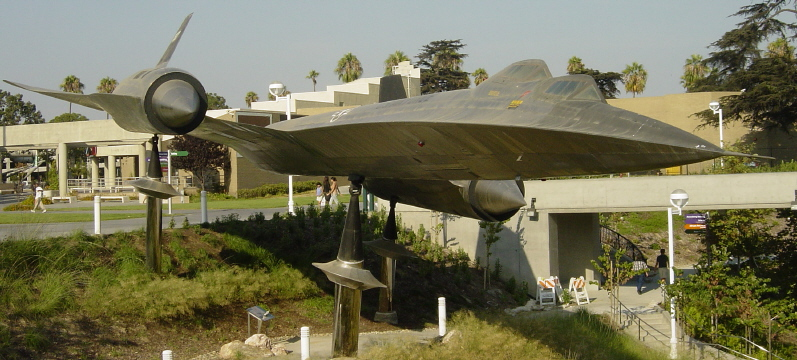
A-12 de instrução com uma cabine extra para o instrutor em exposição no California Museum of Science and Industry em Los Angeles, CA

Os A-12 foram distribuídos operacionalmente pela CIA na Operação "Black Shield" para a Base Aérea de Kadena, em Okinawa, Japão, com o primeiro A-12 chegando em 22 de maio de 1967. Com a chegada de mais duas aeronaves (24 e 27 de maio) a unidade foi declarada operacional em 30 de maio e as operações foram iniciadas no dia seguinte.

Mel Vojvodich realizou a primeira operação Black Shield, sobre o Vietnã do Norte, fotografando os sítios dos mísseis terra-ar (SAM), voando a 80.000 pés de altitude e a Mach 3.1. A partir de Kadena, durante 1967, os A-12 realizaram 22 operações em apoio à Guerra do Vietnã. Durante 1968, a Black Shield conduziu várias operações no Vietnã e também deu apoio à Crise Pueblo (quando o navio estado-unidense USS Pueblo, AGER-2 foi capturado por soldados da República Popular Democrática da Coreia). Em 8 de maio de 1968, Jack Layton realizou a última missão dos A-12, após a qual eles foram retirados do serviço ativo e substituídos pelos SR-71. Em um pouco mais de um ano de duração da Operação Black Shield, os A-12 realizaram 29 missões. Em 4 de junho de 1968, logo após as operações terem sido encerradas e apenas a duas semanas e meia antes de toda a frota de A-12 serem recolhidas, um A-12 decolado de Kadena, pilotado por Jack Weeks, perdeu-se sobre o Oceano Pacífico próximo das Filipinas enquanto realizava um voo de teste após ter sido feito o reparo de um de seus motores.
Durante sua permanência em Okinawa, os A-12 (e mais tarde os SR-71) e por extensão seus pilotos, foram apelidados de Habu, nome dado a um tipo de cobra encontrada na ilha e que os nativos achavam assemelhar-se ao formato das aeronaves.
Em 21 de junho, o piloto Frank Murray fez o último voo em um A-12, no retorno a Palmdale, Califórnia.

### Cronologia
A seqüência seguinte descreve a progressão do desenvolvimento e operação do A-12 e a evolução do seu sucessor, o SR-71.
- 16 de agosto de 1956: Após os protestos soviéticos dos sobrevôos do U-2, Richard Bissell conduz a primeira reunião sobre a redução das áreas de detecção radar do U-2. Isto envolve o Projeto RAINBOW.
- Dezembro de 1957: A Lockheed inicia o desenho da aeronave secreta subsônica que se tornaria o Projeto GUSTO.
- 24 de dezembro de 1957: Primeiro funcionamento do motor J-58.
- 21 de abril de 1958: Kelly Johnson faz o primeiro registro da aeronave a Mach 3, inicialmente chamada de U-3, mas posteriormente evoluiu para Archangel I.
- 14 de setembro de 1959: A CIA escolhe o A-12 da Lockheed, em detrimento do projeto rival da Convair, o KINGFISH, para a realização de estudos anti-radar, testes aerodinâmicos e estruturais e projetos de engenharia. O projeto OXCART tem início.
- 26 de janeiro de 1960: A CIA encomenda doze aeronaves A-12.
- Novembro de 1958: Land Panel provisoriamente seleciona o Convair FISH (B-58-lançado parasita) sobre o A-3 da Lockheed.
- Junho de 1959: Land Panel provisoriamente seleciona o Lockheed A-11 sobre o Convair FISH. As duas companhias são instruídas a redesenharem suas aeronaves.
- 1 de maio de 1960: Francis Gary Powers é abatido em um U-2 sobre a União Soviética.
- 26 de abril de 1962: Primeiro voo do A-12.
- 13 de junho de 1962: O modelo de estudos do SR-71 é revisto pela USAF.
- 30 de julho de 1962: O motor J58 completa seu teste pré-voo.
- Outubro de 1962: O primeiro voo dos A-12 com os motores J58.
- 28 de dezembro de 1962: A Lockheed assina contrato para construir seis aeronaves SR-71.
- Janeiro de 1963: A esquadrilha de A-12 opera com motores J58.
- 24 de maio de 1963: A primeira perda de um A-12 (matrícula 60-6926)
- Junho de 1964: O último A-12 produzido é entregue em Groom Lake.
- 25 de julho de 1964: O presidente Johnson faz o anúncio público do SR-71.
- 29 de outubro de 1964: O protótipo do SR-71 (matrícula 61-7950) é enviado a Palmdale.
- 22 de dezembro de 1964: O primeiro voo do SR-71 com o piloto de teste da Lockheed, Bob Gilliland.
- 28 de dezembro de 1966: Decisão de encerramento do programa A-12 para junho 1968.
- 31 de maio de 1967: Os A-12 que participam da Operação Black Shield decolam de Kadena.
- 3 de novembro de 1967: A-12 e SR-71 realizam um voo de reconhecimento. Os resultados são questionáveis.
- 23 de janeiro de 1968: Apreensão do navio USS Pueblo.
- 5 de fevereiro de 1968: É ordenado que a Lockheed destrua as ferramentas utilizadas para a criação dos A-12, YF-12 e SR-71.
- 8 de março de 1968: O primeiro SR-71A (matrícula 61-7978) pousa na Base Aérea de Kadena (OL 8) para substituir os A-12.
- 21 de março de 1968: O primeiro SR-71 (matrícula 61-7976) decola de Kadena para realizar uma missão operacional sobre o Vietnã.
- 8 de maio de 1968: Jack Layton realiza a última missão operacional sobre a Coreia do Norte.
- 5 de junho de 1968: Perda do último A-12 (matrícula 60-6932)
- 21 de junho de 1968: Último voo do A-12 para Palmdale, Califórnia.

### Desativação
Quase uma décade transcorreu entre o início da concepção do programa OXCART e o uso operacional do A-12. Após 29 missões operacionais, os A-12 foram retirados de operação.  Quando da desativação, em 1968, oito aeronaves que não estavam em operação foram recolhidas. As que estavam em operação vieram de Okinawa, Japão para Palmdale, Califórnia e também juntarem-se as demais. Todas essas aeronaves permaneceram armazenadas lá por quase vinte anos antes de serem enviadas a museus dos Estados Unidos. Em 20 de janeiro de 2007, após uma dura disputa entre o governo de Minnesota e a Força Aérea dos Estados Unidos, o A-12 preservado em Minneapolis, Minnesota, foi transferido de navio para o quarte-general da CIA para lá ficar exposto.

## Variações

### M-21/D-21

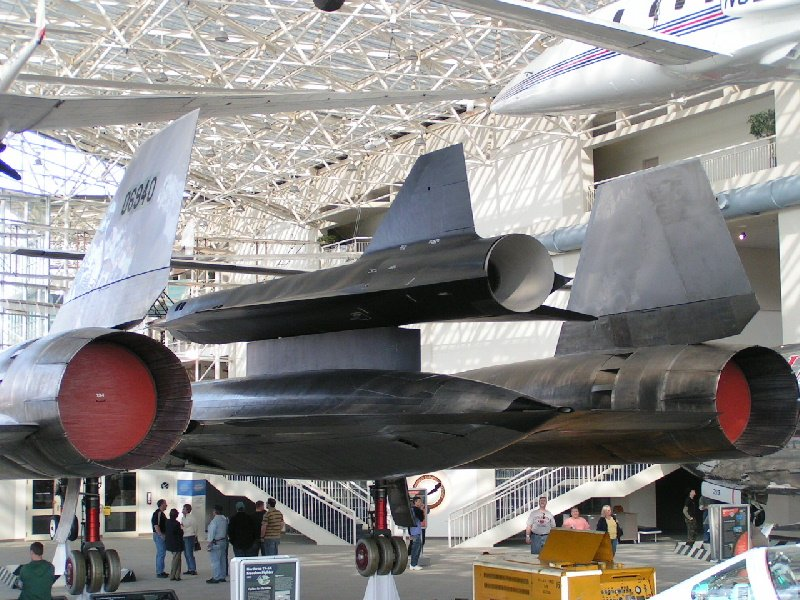
Aeronave de controle remoto D-21B sobre a parte traseira de um M/D-21 Blackbird

Uma importante variação do modelo básico do A-12 foi o M-21, utilizado para carregar e lançar a aeronave de controle remoto D-21, um objeto não tripulado, veloz e utilizado para missões de reconhecimento a grandes altitudes. O M-21 era uma plataforma modificada do A-12 (que transportava sua principal câmera) com uma segunda cabine com o ambiente de controle de lançamento. Quando acoplado à aeronave de controle remoto para as operações, esta variação do A-12 era conhecida por M/D-21. A aeronave D-21 era completamente autônoma; após ser lançada ela sobrevoava o alvo, seguia para um ponto pré-determinado e ejetava seu material com as informações colhidas. O pacote lançado era apanhado ainda no ar por uma aeronave Hércules C-130 e a aeronave de controle remoto se autodestruía.
O programa, para desenvolver esse sistema, foi cancelado em 1966 depois que uma aeronave de controle remoto colidiu com a aeronave lançadora, destruindo o M-21 e matando o oficial do controle de lançamento. Três voos de teste bem sucedidos haviam sido realizados sob diferentes situações de voo; o quarto teste foi em um nível de voo considerado uma probabilidade operacional. A onda de choque do M-21 retardou o voo da aeronave de controle remoto, ocasionando a colisão desta com a cauda da aeronave lançadora. A tripulação sobreviveu à colisão em voo, mas o oficial do controle de lançamento morreu afogado após cair no oceano e seu traje de voo encher-se de água.
O M/D-21 realizou missões operacionais sobre a China em 1970 e 1971.
O único M-21 restante está exposto no "Museum of Flight" em Seattle, Washington juntamente com uma aeronave de controle remoto. O D-21 foi adaptado para ser carregado sobre as asas do bombardeiro B-52.

### YF-12A
O programa YF-12 foi uma produção limitada da variação do A-12 OXCART de uma aeronave espiã desenhada para a CIA e que fez seu primeiro voo em 1962. A Lockheed foi capaz de convencer a Força Aérea dos Estados Unidos de que uma aeronave baseada em um A-12 seria a alternativa mais barata para o recém cancelado XF-108, uma vez que a maior parte do projeto e trabalho de desenvolvimento do YF-12 já havia sido feito e pago. Assim, em 1960 a Força Aérea concordou em transformar da décima-primeira à décima-terceira aeronaves da linha de produção dos A-12 em configurações de interceptadores YF-12A.
A alteração principal envolveu a modificação do nariz da aeronave a fim de abrigar o radar de controle de tiros Hughes AN/ASG-18 originalmente desenvolvido para o XF-108 e a adição de uma segunda cabine para que um membro da tripulação pudesse operar o radar de controle de tiros. As modificações no nariz alteraram a aerodinâmica da aeronave o suficiente para requerer aletas ventrais localizadas sob as nacelas da fuselagem e motor a fim de manter a estabilidade. Finalmente, os compartimentos anteriormente utilizados para abrigar o equipamento de reconhecimento do A-12 foram modificados para carregarem os mísseis.

## Tecnologia

### Motor

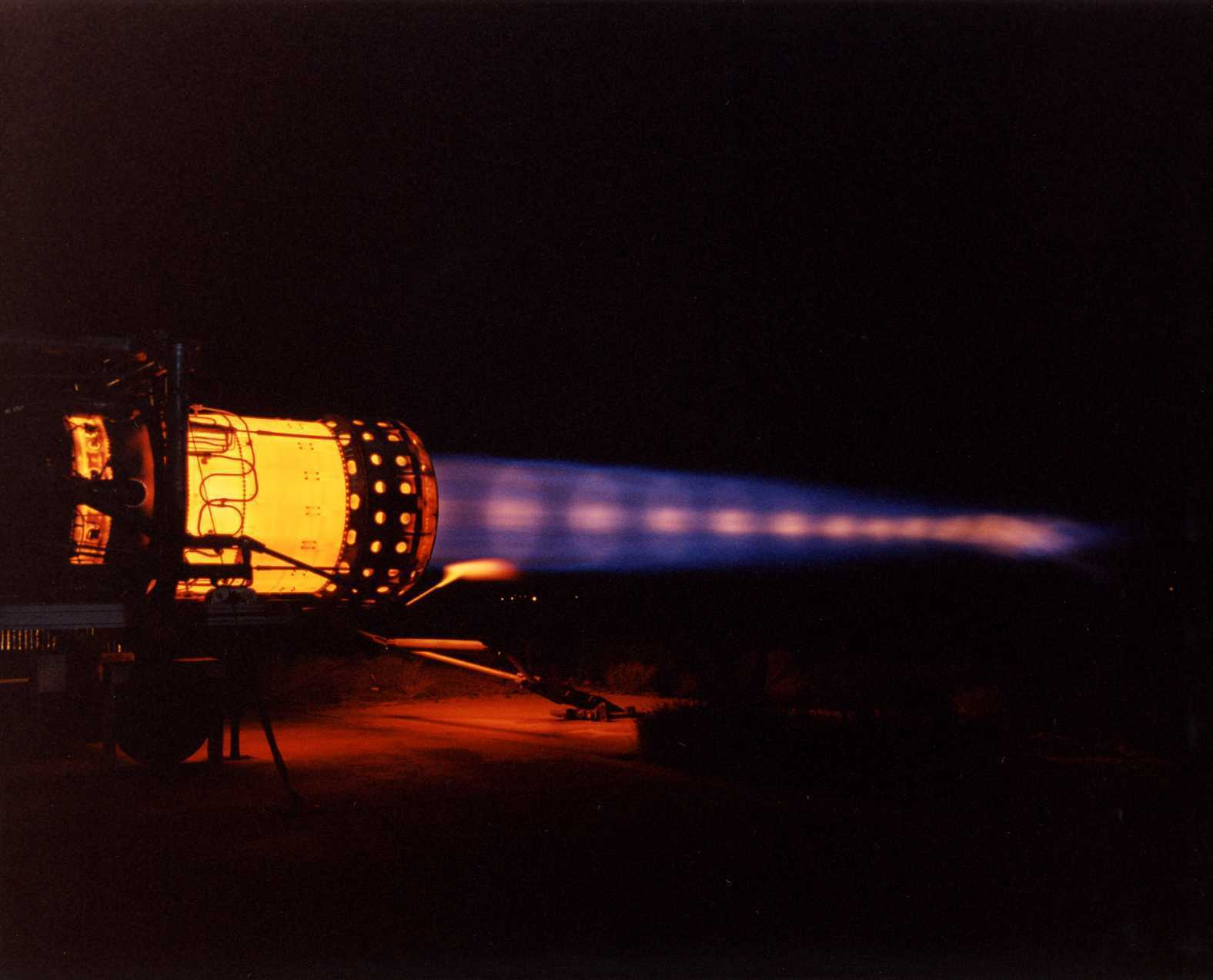
O motor J58 com potência total no laboratório de testes.

A fuselagem do A-12 tinha cerca de 31 metros de comprimento, a envergadura das asas não chegava a 17 metros. Os lemes estavam a cerca de 5,5 metros de altura. Toda a superfície das asas somava 170m². O motor vazio pesava 30.600 quilos, com combustível 53.000 kg. O comando atuava sobre os elevons nos cantos traseiros das asas.
A maioria da fuselagem era constituída em titânio e era modelada pelo princípio da continuidade da curvatura. Dessa forma eram evitados bordas e cantos, que pudessem servir de reflexão para os sinais dos radares. As primeiras versões do A-12 ainda não possuíam esse sistema de curvatura contínua e precisou nas carenagens dos motores e bordos de ataque, adicionar pequenos pedaços triangulares, a fim de ocultarem as arestas irregulares. Além disso, foi necessário revestir completamente os lemes de titânio com material não metálico.
Os motores do tipo Pratt & Whitney J58 estão entre a fuselagem e a ponta das asas e são bem visíveis. O motor é um misto de motor a jato (inglês: Turbojet) e ramjet. Apenas dessa maneira é que os A-12 puderam atingir velocidades acima de Mach 3.
A aviônica quase não existia. Para a navegação era empregado o sistema inercial de navegação, a fim de detectar sistemas de radar hostis e enganar possíveis mísseis disparados, possuía o A-12 ainda um sistema contra-medidas eletrônicas (ECM-System).

### Câmeras

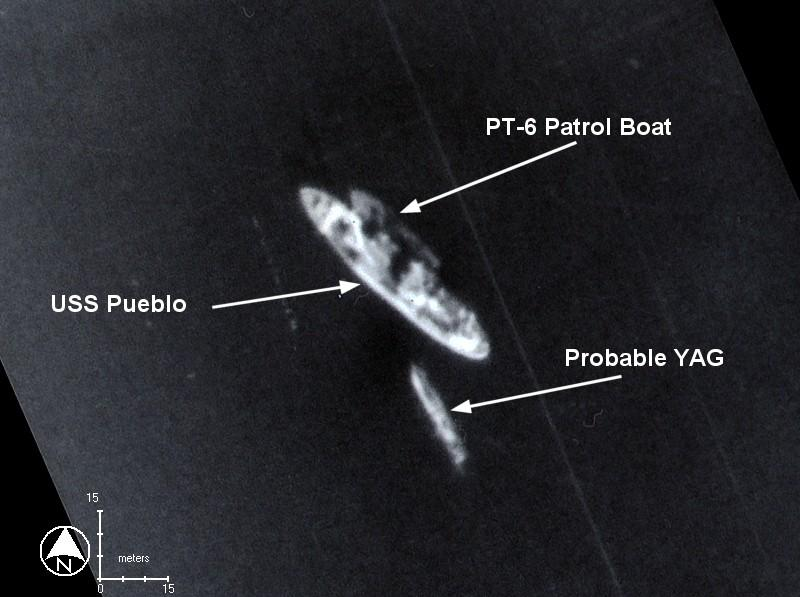
O navio estado-unidense "USS Pueblo", AGER-2 capturado pela Marinha da República Popular Democrática da Coreia, fotografado pela câmera Tipo I

Já em 1959 as indústrias PerkinElmer, Eastman Kodak e Hycon entraram na disputa para o desenvolvimento das câmeras a serem utilizadas no A-12. A PerkinElmer desenvolveu um Tipo I chamada de câmera estéreo (um tipo de câmera com duas ou mais lentes, que permite a esta simular uma visão binocular humana e com isto possibilitar a captação de imagens 3-D). A Kodak também desenvolveu a sua câmera chamada de Tipo-II. A capacidade de material de filme a bordo é de cerca de 2500 metros de filme de oito polegadas. A Hycon desenvolveu uma câmera, baseada na câmera utilizada com sucesso pelo U-2, a câmera B.
Todas as câmeras apresentavam algum tipo de qualidade em particular e a CIA aceitou então, todas as três propostas e comprou as câmeras para os A-12. Em 1964 foi apresentada uma quarta opção de câmera. A Texas Instruments desenvolveu para o U-2 uma câmera com infravermelho FFD-4 também para ser utilizada pelo A-12.
Os filmes foram desenvolvidos pelos laboratórios especializados da CIA.

### Problemas na Aeronave

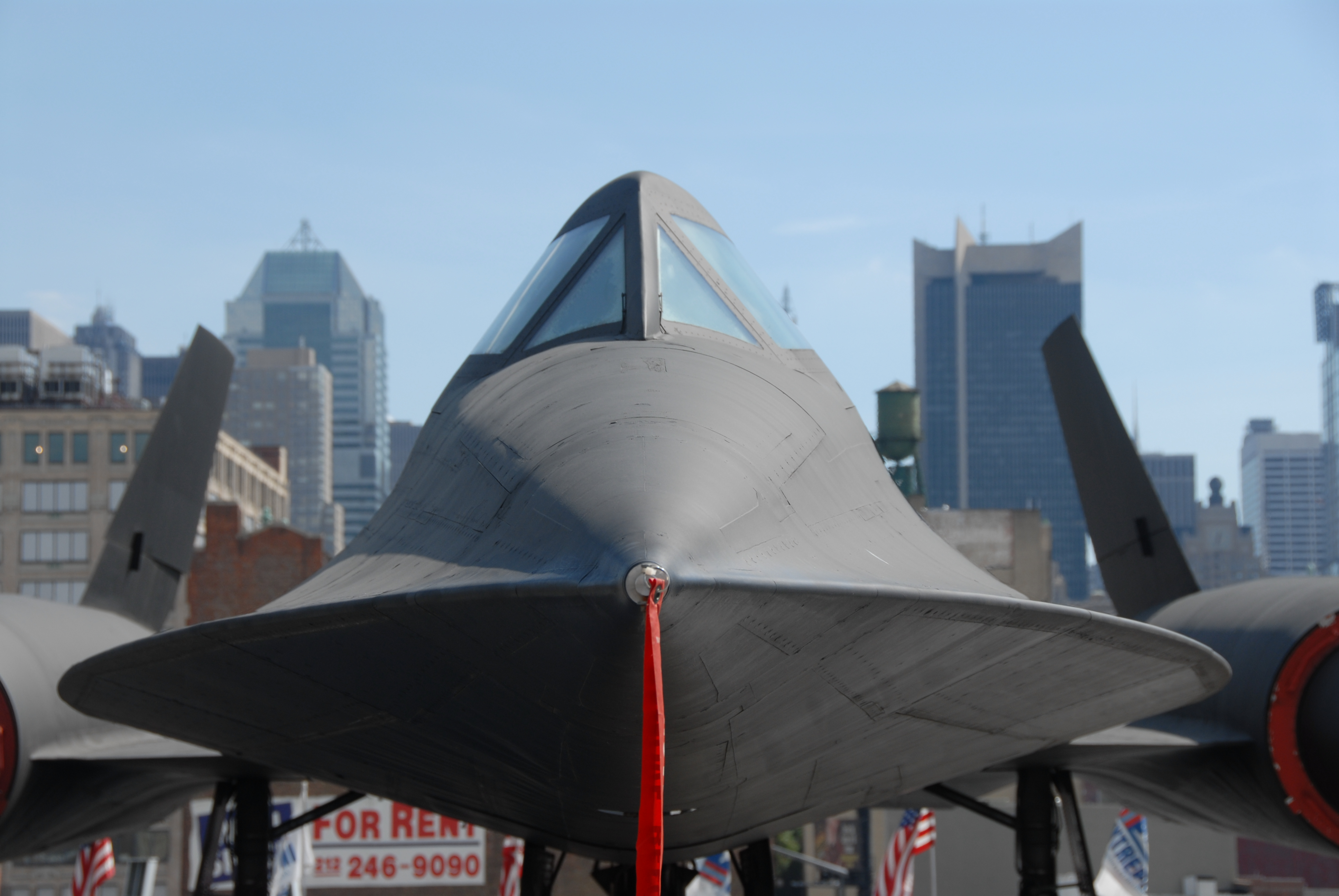
Frente de um A-12 fotografado no pátio do Intrepid Sea-Air-Space Museum, Nova Iorque.

Os principais problemas do A-12 foram causados pelas temperaturas extremamente altas, resultantes do atrito com o ar das grandes velocidades alcançadas. A superfície externa da aeronave chegava a atingir a temperatura de 480 °Celsius (900 °Fahrenheit), a Mach 3. A essas temperaturas extremas era preciso adaptar todo o material líquido localizado a bordo da aeronave, sobretudo os componentes dos motores. A Lockheed, por último, teve que inventar um combustível sintético para o A-12 e impedir que os fluidos hidráulicos se evaporassem a altas temperaturas. E as bombas hidráulicas especiais tiveram que ser retiradas do XB-70 Valkyrie.
Também o combustível para o A-12 sofreu uma mistura especial. A mistura com o nome de JP-7 tinha um ponto de fulgor extremamente alto, de 60 °C, uma baixa pressão de vapor e uma temperatura muito constante. Primeiramente era necessário, para a ignição dos motores e mais tarde na pós-combustão, ser injetado trietilborano. Essa qualidade permitiu também, que o combustível fosse utilizado para a refrigeração de partes sensíveis da aeronave. A fim de reduzir o efeito da chama de pós-combustão sobre a superfície posterior do radar, era acrescentada ao combustível uma quantidade de césio.
As altas temperaturas, que atingiam a superfície externa da aeronave, causavam também outros problemas: as placas de titânio da fuselagem necessitavam ter um certo grau de tolerância devido à dilatação que sofriam. Os tanques de combustível necessitavam ter nos compartimentos próprios um revestimento protetor mais denso.
Também as janelas do compartimento da câmera sofriam com as altas temperaturas. Uma vez que externamente a temperatura atingia 287 °C (500 °F) e a temperatura no interior do compartimento da câmera permanecia em torno de 65 °C (150 °F). Devido a essa grande variação, o vidro precisava conservar seu alto grau de transparência, a fim de não causar distorção nas fotos e ainda manter-se fixo na fuselagem. Finalmente desenvolveu-se, pela empresa de vidros Corning Glass Works, um vidro de quartzo, que com o auxílio de um equipamento de ultrassom de alta frequência, eram soldados diretamente na fuselagem, mantendo-se desta forma todas as suas especificações.

## Pilotos

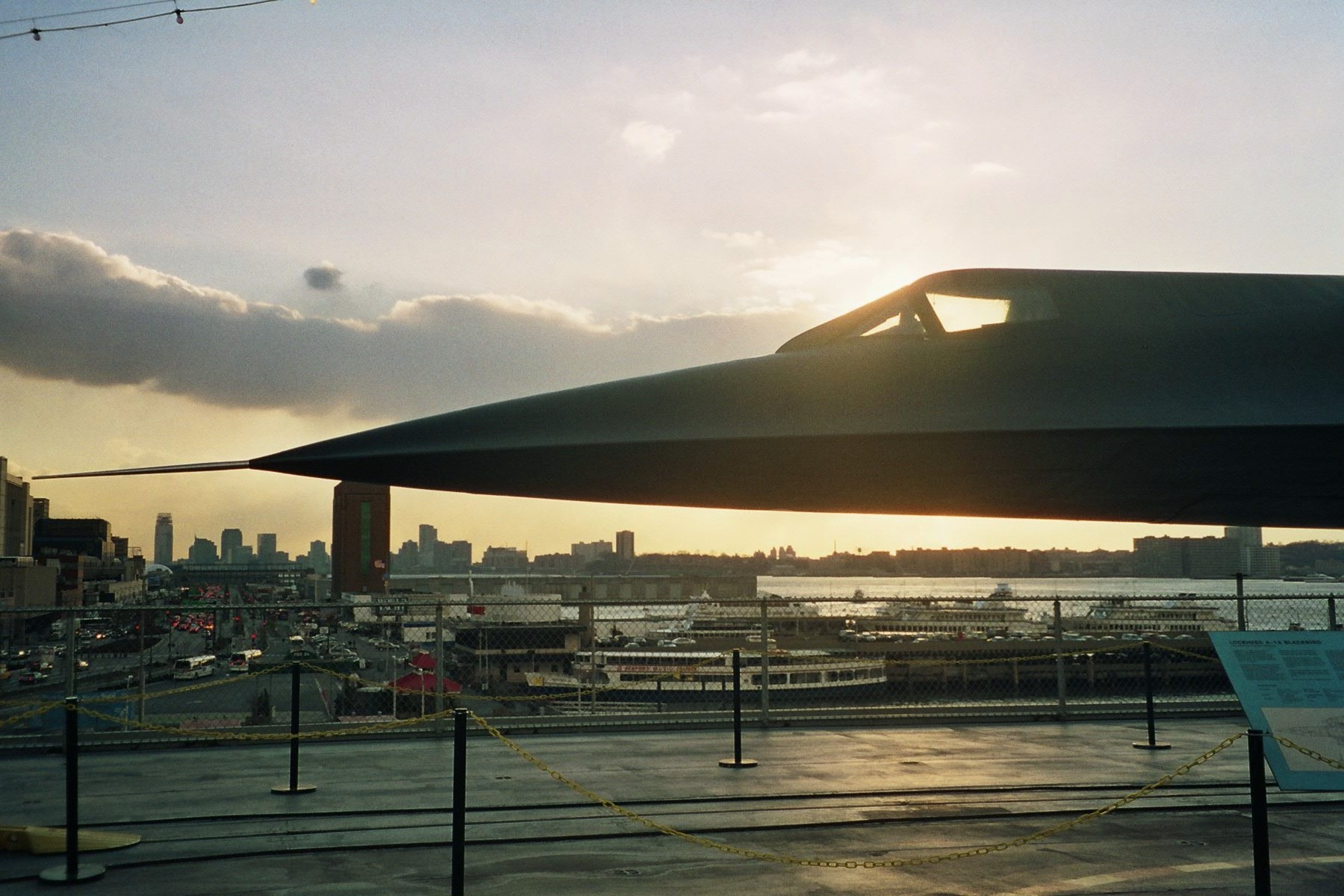
Vista lateral da cabine.

Cada A-12 era pilotado por um único piloto, com exceção da aeronave de número de série 60-6927 utilizada para instrução e que possuía uma segunda cabine, onde o instrutor posicionava-se atrás do aluno.
O aquecimento excessivo da aeronave acarretava também para os pilotos um certo problema, uma vez que a cabine não podia ser muito isolada do calor e não comportava um sistema de ar-condicionado devido ao excesso de peso. Para contornar o problema, os pilotos precisavam vestir um tipo de traje espacial com sistema de refrigeração próprio, controle de fluido de oxigênio e pressão.
Uma vez que o espaço no interior da cabine era muito reduzido, os pilotos precisavam ter no máximo, 1,82 metros (6 pés) de altura e pesar menos de 80 quilos (175 libras). Os pilotos eram recrutados pela CIA da Força Aérea dos Estados Unidos. Eles precisavam receber instrução de voo para pilotarem o mais novo avião de caça e após serem selecionados pela CIA, submeterem-se a outras avaliações médicas e psicológicas. Dos primeiros onze pilotos recrutados, dez atenderam a todos os pré-requisitos exigidos.

## Situação atual
| Número de série | Decolagens | Horas de voo | Localização                                                                                           |
| --------------- | ---------- | ------------ | --- |
| 60-6924         | 332        | 418,2        | Blackbird Airpark, Palmdale, Califórnia                                                               |
| 60-6925         | 122        | 177,9        | Intrepid Sea-Air-Space Museum, Nova Iorque, NY                                                        |
| 60-6926         | 79         | 135,4        | Perdido, 24 de maio de 1963                                                                           |
| 60-6927         | 614        | 1076,4       | California Museum of Science and Industry em Los Angeles, CA (aeronave de instrução "Titanium Goose") |
| 60-6928         | 202        | 334,9        | Perdido, 5 de janeiro de 1967                                                                         |
| 60-6929         | 105        | 169,2        | Perdido, 28 de dezembro de 1967                                                                       |
| 60-6930         | 258        | 499,2        | U.S. Space & Rocket Center, Huntsville, Alabama                                                       |
| 60-6931         | 232        | 453          | Quartel-General da CIA, Langley, Virgínia                                                             |
| 60-6932         | 268        | 410,5        | Perdido, 5 de junho de 1968                                                                           |
| 60-6933         | 217        | 406,3        | San Diego Aerospace Museum, Balboa Park, San Diego, CA                                                |
| 60-6937         | 177        | 354,8        | Southern Museum of Flight em Birmingham, Alabama                                                      |
| 60-6938         | 197        | 269,9        | USS Alabama Battleship Museum, Mobile, AL                                                             |
| 60-6939         | 10         | 8,3          | Perdido, 30 de julho de 1966                                                                          |

A única variante M/21 restante está preservada no:
- Seattle Museum of Flight, em Seattle, Washington.

O único YF-12A restante está preservado no:
- National Museum of the United States Air Force, na Base Aérea de Wright Patterson, perto de Dayton, Ohio.